# Marco Luque
Marcos Luque Martins (São Paulo, SP, 8 de abril de 1974) es un actor, comediante, locutor y presentador de televisión en Brasil. Famoso por sus personajes, con apariciones en el escenario y la presentación humorística en el banco de CQC Brasil, Rede Bandeirantes y por su propio programa llamado O Formigueiro. Se graduó en Artes en la Fundação Armando Alvares Penteado.

## Carrera
A los 18 años, Luque se retiró del arte para dedicarse al fútbol. Su primer equipo como jugador fue el Esporte Clube Santo André, el equipo de ABC Paulista. A los 21 se trasladó a Numancia (equipo de segunda división en la liga española). Debido a la fuerte y tiró de la vida de un jugador de fútbol, que está por finalizar su carrera siendo muy joven.
Durante 10 años, jugador de la izquierda de Luque carrera futbolística para volver a los artes de la escuela y más tarde convertirse en actor. Participa en el teatro desde la infancia, fue para el humor. Actualmente es presentador del programa CQC Brasil Rede Bandeirantes, junto a Marcelo Tas y Rafinha Bastos, y mantiene una imagen en una estación de radio de Brasil con su personaje, el motoboy Jackson Five. También presentó el 25 de julio de su sólo un programa, llamado O Formigueiro.